# Microdalyella circobursalis
Microdalyella circobursalis är en plattmaskart. Microdalyella circobursalis ingår i släktet Microdalyella och familjen Dalyelliidae. Inga underarter finns listade i Catalogue of Life.